# Xenopsylla blanci
Xenopsylla blanci är en loppart som beskrevs av Smit 1957. Xenopsylla blanci ingår i släktet Xenopsylla och familjen husloppor. Inga underarter finns listade i Catalogue of Life.